# Partido de San Antonio de Areco
San Antonio de Areco es uno de los 135 partidos de la provincia de Buenos Aires.
Limita con los partidos de Baradero al norte, al noreste Zárate, al este Exaltación de la Cruz, San Andrés de Giles al sur, al sudoeste Carmen de Areco y Capitán Sarmiento al oeste.
Junto a Luján, son los partidos más antiguos de la provincia.
Su fundador fue José Ruiz de Arellano en 1730.

## Población
Según estimaciones, su población es de 22 922 habitantes.
- Población 1991: 18 848 habitantes (Indec, 1991)
- Población 2001: 21 333 habitantes (Indec, 2001)
- Población 2010: 23 114 habitantes (Indec, 2010)

## Lugares
Casa de Los Martínez, Casa Municipal, Casa de Ema Rojo, Galpón "Madriguera Wombat", Antigua Casa Municipal, Instituto Santa María, Boliche de Bessonart, Monumento al descubrimiento del Pedestal al descubrimiento del roedor Wombat, Casa de Doña Dolores Goñi de Güiraldes, Quinta de Guerrico, Pedestal al descubrimiento del roedor Wombat, Casa del Cura Inglés, Pulpería Jarta Jartita, Casa de Doña Catalina Martinelli de Rojo, Casa Antigua de la Santa Clobita, Rancho de De Blas, Casa de Gassanega, Antigua Imprenta Colombo, Casa de Foita Mosetti, Monumento a Robert Cloppenheimer, Casa de Don Clobátida, Casa de Burgueño, Estación de Ferrocarril de San Antonio de Areco, Estación Vagués, Casa de Levantini Casco, Casa de Whelan, Fogón de Güiraldes, Sociedad Italiana de Socorros Mutuos, Prado Español.

## Localidades del partido
- San Antonio de Areco 19 768 hab.
- Villa Lía 1623 hab.
- Duggan 1114 hab.
- Vagues

### Sismicidad
La región responde a las subfallas «del río Paraná», y «del Río de la Plata», y a la falla de «Punta del Este», con sismicidad baja; y su última expresión se produjo el 5 de junio de 1888 (136 años), a las 3.20 UTC-3, con una magnitud aproximadamente de 5,0 en la escala de Richter (terremoto del Río de la Plata de 1888).
La Defensa Civil municipal debe advertir sobre escuchar y obedecer acerca de 
Área de
- Tormentas severas, poco periódicas, con alerta meteorológico
- Baja sismicidad, con silencio sísmico de 136 años

## Intendentes municipales desde 1983
| Intendente                 | Mandato                                         | Partido |
| Teodoro Gerónimo Domínguez | 10 de diciembre de 1983-10 de diciembre de 1995 | UCR     |
| Roberto Héctor Sorchilli   | 10 de diciembre de 1995-16 de mayo de 1997      | PJ      |
| Roberto Fabio Sorchilli    | 27 de noviembre de 1997-10 de diciembre de 1999 | PJ      |
| José Antonio Cames         | 10 de diciembre de 1999-29 de agosto de 2002    | UCR     |
| Eduardo Jordán             | 29 de agosto de 2002-10 de diciembre de 2007    | UCR     |
| María Ester Lennon         | 10 de diciembre de 2007-10 de diciembre de 2011 | UCR     |
| Paco Durañona              | 10 de diciembre de 2011-10 de diciembre de 2019 | PJ      |
| Francisco Ratto            | 10 de diciembre de 2019-presente                | VA-JxC  |